# Burni Pucuk Mungkur
Burni Pucuk Mungkur är ett berg i Indonesien.   Det ligger i provinsen Aceh, i den västra delen av landet, 1 600 km nordväst om huvudstaden Jakarta. Toppen på Burni Pucuk Mungkur är 1 868 meter över havet.
Terrängen runt Burni Pucuk Mungkur är huvudsakligen kuperad, men österut är den bergig. Trakten runt Burni Pucuk Mungkur är nära nog obefolkad, med mindre än två invånare per kvadratkilometer. I omgivningarna runt Burni Pucuk Mungkur växer i huvudsak städsegrön lövskog.